# Lac aux Chiens
Lac aux Chiens är en sjö i Kanada.   Den ligger i regionen Saguenay–Lac-Saint-Jean och provinsen Québec, i den östra delen av landet, 600 km nordost om huvudstaden Ottawa. Lac aux Chiens ligger 534 meter över havet. Arean är 1,7 kvadratkilometer. Den sträcker sig 2,8 kilometer i nord-sydlig riktning, och 1,8 kilometer i öst-västlig riktning.
I omgivningarna runt Lac aux Chiens växer i huvudsak barrskog. Trakten runt Lac aux Chiens är nära nog obefolkad, med mindre än två invånare per kvadratkilometer.